# 버마 자유합종연횡
버마 자유합종연횡(버마自由合從連衡, 버마어: ဗမာ့ထွက်ရပ်ဂိုဏ်း)은 제2차 세계 대전 당시 버마의 정당이었다.